# Iohannes de Sancto Paulo
Iohannes de Sancto Paulo est aussi connu sous les noms de, John of Saint Paul, Jean de Saint Paul, Johannes von Sancto Paulo.

## Biographie
C'est un médecin, formé à Salerne, qui a vécu au XIIe siècle. En effet, de deux de ses textes (trois si l'on tient compte du Quae medicinae) étaient transcrit dans le Codex salernitanus de Breslau (Wroclaw (Breslau), Stadtbibl. 1303 OLIM) aujourd'hui disparu. Or ce codex exceptionnel du point de vue de l'histoire de la médecine salernitaine a été daté des années 1160-1170. Jean de Saint Paul doit donc avoir vécu au XIIe siècle, peut-être jusqu'au début du XIIIe siècle.
Malgré les nombreuses tentatives d’identification effectuées depuis le XVIe siècle, Jean de Saint Paul reste un personnage énigmatique. Peut-être français, il a souvent été confondu avec Platearius, et a été aussi identifié sous le nom de Iohannes Castalius. L’époque à laquelle il a vécu et ses origines géographiques n’ont cessé de fluctuer au gré des notices biographiques fixées par les dictionnaires anciens.
Il est probablement l'auteur du Liber virtutum (aussi titré Liber de simplicium medicinarum virtutibus. Incipit: Cogitanti mihi de simplicium medicinarum virtutibus) et du Breviarium (Incipit: Assiduis petitionibus me karissimi compendiose). On lui attribue aussi les Flores dietarum (incipit: Corpus hominis ex quatuor humoribus constat), ainsi qu'un court traité intitulé Quae medicinae pro quibus morbis donandae sunt (incipit Pro dolore capitis ex flegmate vel melancholia datur).